# Dimonský radar

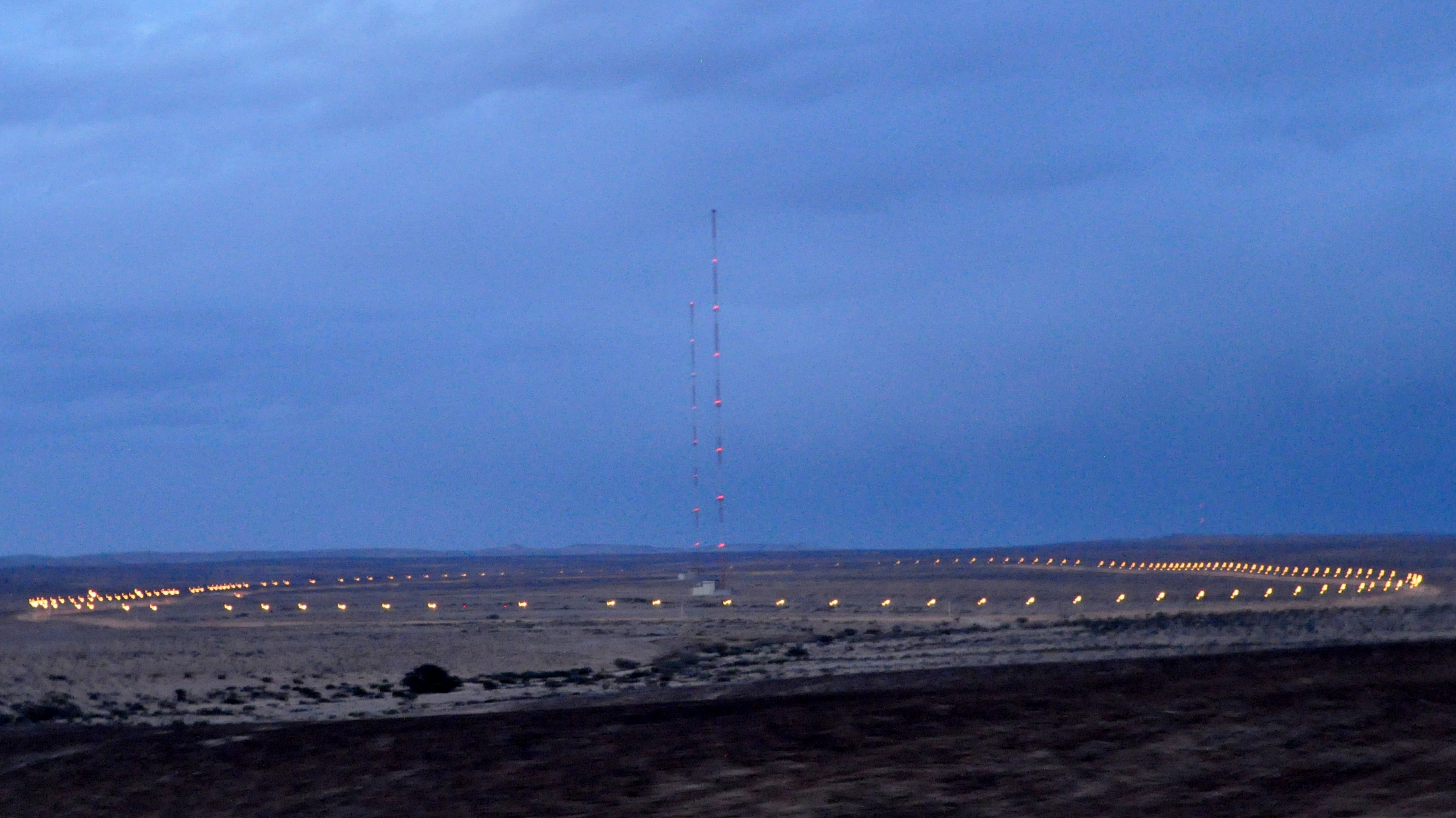
Radarové věže v Dimoně

Dimonský radar je zařízení ve výstavbě nedaleko města Dimona v Izraeli. Sestává z dvou 400 metrů vysokých radarových věží a její účelem je zaznamenat blížící se mezikontinentální rakety a poskytnout data potřebná k jejich zničení. Dokáže pokrýt plochu do vzdálenosti až 1500 mil od základny. Zařízení bude vlastněno a provozováno americkou armádou. Radarové věže jsou nejvyšší stavbou v Izraeli a také nejvyšší používané pro radar.